# Núcleo 16
O Núcleo 16 é um dos núcleos que compõem o bairro da Cidade Nova, no município brasileiro de Manaus, capital do Amazonas. É um dos maiores núcleos deste bairro.
Sua principal avenida é a Rua 192 (Rua Cariré) e João Câmara (antiga rua 202) . Limita-se com os núcleos 13, 14, 15 e 24, além dos conjuntos Águas Claras, Amazonino Mendes, Amadeu Botelho e bairro Novo Aleixo. Situa-se na Cidade Nova 4, zona Norte de Manaus.

## Dados do bairro
- População: 7 500 habitantes (estimativa)